# 大毕庄车辆段
大毕庄车辆段位于天津市东丽区华明街道华粮道，为天津地铁六号线的车辆段。附近有南孙庄站。